# 三室戸和光

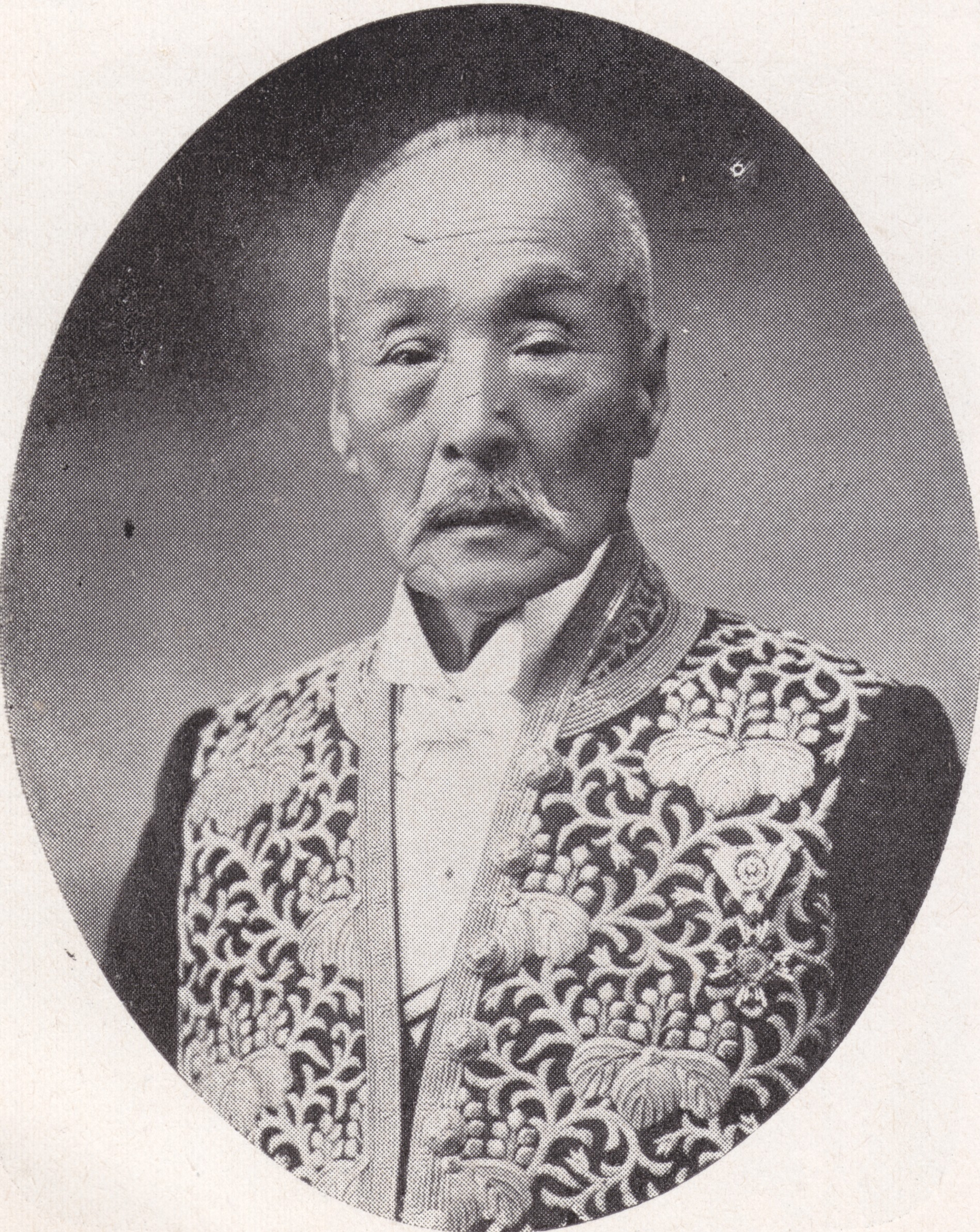
三室戸和光（大正頃）

三室戸 和光（みむろど まさみつ）は、江戸時代末期の公卿、明治から大正期の日本の華族、神職。位階爵位は従二位子爵。三室戸家8代当主。伊勢神宮大宮司。「和光」の読みを「かずみつ」と読むのは誤記。

## 経歴
三室戸家は藤原北家真夏流日野流柳原庶流とされ、初め北小路を称したが寛文5年（1665年）、願いにより三室戸を家名とした。
天保13年（1842年）、6代当主・三室戸陳光の二男として誕生。
継嗣となるはずだった三室戸雄光の長男・治光が平安神宮の宮司となる。各地の石碑に揮毫が残っている。
大正11年（1922年）、薨去。

## 系譜
- 父方伯父：三室戸陳光（1808-1886）　藤波家当主・藤波寛忠（正二位祭主神祇大副[2]）の六男、三室戸家5代当主・三室戸能光（参議・従二位宰相[3]）の養子。廷臣八十八卿の一人。
- 父：三室戸雄光（1822年生） - 陳光の弟[4]。桂宮淑子内親王祗候、京都宮殿勤番、殿掌（京都御所の保存と諸般の事務を司る職員）を務め、1884年に子爵を授かる[5]。妻の李子は葉室家30代当主・葉室顕孝の八女[4]。
- 正室：武者小路家（藤原北家閑院流）9代当主武者小路公香の長女・唯子（1851-1904）。甥に武者小路公共、武者小路実篤がいる[6]。
- 継室：鷲尾隆聚の四女・房
- 嫡男：三室戸治光（1849-1920）
- 生母不明の子女
  - 男子：鷲尾光遍 - 真言宗山階派管長、男爵
  - 男子：土御門晴善 - 農学者、子爵
  - 女子：受子 - 松浦治の妻、他
- 孫：三室戸敬光 - 治光の長男。岳父に萩原員光。